# Ross Parker
Ross Parker (ur. 31 października 1935 w Sydney) – australijski lekkoatleta, płotkarz.
Podczas igrzysk olimpijskich w Melbourne (1956) odpadł w półfinale biegu na 400 metrów przez płotki (10. pozycja), był także rezerwowym w sztafecie 4 × 400 metrów, ale ostatecznie nie wystąpił w tej konkurencji.
Czterokrotny medalista mistrzostw Australii (bez złotych medali).

## Rekordy życiowe
- bieg na 400 metrów przez płotki – 52,1y (1958)